# UTC+14:00
| Južni poletni/severni standardni čas Morska območja | Severni poletni/južni standardni čas Standardni čas vse leto |

UTC+14:00 je časovni pas z zamikom +14 ur glede na univerzalni koordinirani čas (UTC). Kraji v tem časovnem pasu so najdlje proti zahodu in hkrati vzhodno od mednarodne datumske meje, zato so prvi, ki doživijo nov dan in tudi novo leto. Ozemlja so kar 30° vzhodno od poldnevnika 180°, s čimer tvorijo veliko gubo v mednarodni datumski meji (ta v grobem poteka po 180°).
Ta čas se uporablja na naslednjih ozemljih (stanje v začetku leta 2016):

## Kot standardni čas (vse leto)

### Oceanija
- Kiribati
  - Linijski otoki, vključno z otokom Kirimati

## Kot poletni čas (južna polobla)

### Oceanija
- Samoa